# Kobuk Valley National Park
67°33′0″N 159°17′0″V / 67.55000°N 159.28333°V
Kobuk Valley  National Park er en nationalpark i delstaten Alaska i USA. Parken blev etableret 2. december 1980, og er på 6.757 km². De vigtigste naturattraktioner i nationalparken er Kobuk River og økosystemet omkring floden i  den nordvestlige del af Alaska, ca. 40 km nord for polarcirklen. 
Nationalparken blev etableret i 1980 som et af i alt femten naturbeskyttelsesområder som blev oprettet samtidig med Alaska National Interest Lands Conservation Act. 
Dyrelivet i parken består foruden elg, bjørn og ulv først og fremmest af flokken på ca. 400000 rensdyr som har trækruter gennem parken. Dyrene er næringsgrundlaget for inupiateskimoerne. 
I Kobuk Valley (Kobukdalen) løber 98 kilometer af Kobuk River-floden. Nationalparken er også kendt for den ca. 40 km² Great Kobuk Sand Dunes, men også klitterne Little Kobuk og Hunt River Sand Dunes, alle skabt af gletsjere; De  kan nå en højde på 30 meter og en temperatur på 38° celsius, og de er de største klitter i det arktiske område. Der findes ingen mærkede stier i parken eller veje som fører til parken, så det er den mindst besøgte nationalpark.